# Cantonul Dourdan
Cantonul Dourdan este un canton din arondismentul Étampes, departamentul Essonne, regiunea Île-de-France, Franța.

## Comune
| Comune                | Populație (1999) | Cod poștal | Cod INSEE   |
| --------------------- | ---------------- | ---------- | ----------- |
| Authon-la-Plaine      | 365 loc.         | 91410      | 91 1 07 035 |
| Chatignonville        | 53 loc.          | 91410      | 91 1 07 145 |
| Corbreuse             | 1.720 loc.       | 91410      | 91 1 07 175 |
| Dourdan               | 10.036 loc.      | 91410      | 91 1 07 200 |
| La Forêt-le-Roi       | 485 loc.         | 91410      | 91 1 07 247 |
| Les Granges-le-Roi    | 1.080 loc.       | 91410      | 91 1 07 284 |
| Mérobert              | 559 loc.         | 91780      | 91 1 07 393 |
| Plessis-Saint-Benoist | 308 loc.         | 91410      | 91 1 07 495 |
| Richarville           | 406 loc.         | 91410      | 91 1 07 519 |
| Roinville             | 1.243 loc.       | 91410      | 91 1 07 525 |
| Saint-Escobille       | 452 loc.         | 91410      | 91 1 07 547 |